# Lilstock
Lilstock – osada w Anglii, w hrabstwie Somerset, w dystrykcie (unitary authority) Somerset. Leży 51 km na południowy zachód od miasta Bristol i 216 km na zachód od Londynu.